# West Farmington
West Farmington – wieś w USA, w stanie Ohio, w hrabstwie Trumbull.
Według danych z 2000 roku wieś miała 519 mieszkańców.